# Sporting Club Frosinone 1971-1972
Questa voce raccoglie le informazioni riguardanti lo Sporting Club Frosinone nelle competizioni ufficiali della stagione 1971-1972.

## Rosa
| N. |                   | Ruolo | Calciatore               |
| -- | ----------------- | ----- | ------------------------ |
|    | Italia (bandiera) | C     | Andrea Agnoletto         |
|    | Italia (bandiera) | C     | Renato Bellini           |
|    | Italia (bandiera) | D     | Gianfranco Borsari       |
|    | Italia (bandiera) | A     | Eugenio Brunello         |
|    | Italia (bandiera) | C     | Gian Battista Capoccetta |
|    | Italia (bandiera) | D     | Sergio Derin             |
|    | Italia (bandiera) |       | Di Sora                  |
|    | Italia (bandiera) | P     | Marino Flammini          |
|    | Italia (bandiera) | C     | Giorgio Fraternali       |
|    | Italia (bandiera) | A     | Gabriele Guizzo          |
|    | Italia (bandiera) | A     | Francesco Malvestiti     |
|    | Italia (bandiera) | A     | Enzo Mantovani           |
|    | Italia (bandiera) | D     | Arturo Massari           |

| N. |                   | Ruolo | Calciatore         |
| -- | ----------------- | ----- | ------------------ |
|    | Italia (bandiera) |       | Mastromattei       |
|    | Italia (bandiera) | D     | Vittorio Memo      |
|    | Italia (bandiera) | A     | Vincenzo Mettus    |
|    | Italia (bandiera) | P     | Walter Padovani    |
|    | Italia (bandiera) | P     | Alberto Recchia    |
|    | Italia (bandiera) | C     | Sergio Robbiati    |
|    | Italia (bandiera) |       | Rotili             |
|    | Italia (bandiera) |       | Santoro            |
|    | Italia (bandiera) | D     | Nazzareno Spaziani |
|    | Italia (bandiera) | D     | Gianteodoro Vacca  |
|    | Italia (bandiera) | C     | Alfredo Zica       |
|    | Italia (bandiera) |       | Zurlini            |